# Dendropsophus subocularis
Espèce
Synonymes
- Hyla subocularis Dunn, 1934

Statut de conservation UICN

 LC  : Préoccupation mineure
Dendropsophus subocularis est une espèce d'amphibiens de la famille des Hylidae.

## Répartition
Cette espèce se rencontre jusqu'à 800 m d'altitude :
- au Panama dans la province de Darién ;
- en Colombie sur les versants Ouest et Nord de la Cordillère Occidentale et au milieu de la vallée du Río Magdalena.

## Publication originale
- Dunn, 1934 : Two new frogs from Darien. American Museum novitates, no 747, p. 1-2 (texte intégral).